# Exile (Star Trek)
Exile is de 57e aflevering van de serie Star Trek: Enterprise van 97 afleveringen in totaal. Hierin biedt een telepaat aan om de USS Enterprise NX-01 te helpen bij hun zoektocht naar de Xindi, maar vraagt hiervoor een hoge prijs.
Seizoen drie van deze serie heeft één grote verhaallijn, die het gehele seizoen voortduurt (zie seizoen drie), met meerdere plots. Deze aflevering is dus slechts één onderdeel van dit verhaal.

## Verloop van de aflevering
T'Pol heeft de data geanalyseerd die de Enterprise eerder had verzameld bij een grote bol en berekent dat er meerdere van deze bollen die de zwaartekracht manipuleren moeten zijn (zie Anomaly). De Enterprise zet een koers naar de vermoedelijke locatie van een tweede bol.
Ondertussen wordt Hoshi Sato door een telepaat benaderd met de naam Tarquin. Hij zegt dat hij de Enterprise kan helpen in de zoektocht naar de Xindi. Het sterrenschip zet vervolgens koers richting de planeet van deze Tarquin. Daar blijkt hij inderdaad bereid hen te helpen, maar dan moet Sato wel bij hem op de planeet blijven, terwijl de Enterprise haar onderzoek naar de vreemde bollen hervat. Jonathan Archer stemt met tegenzin toe. Zodra ze weg zijn, komt Sato erachter dat Tarquin een lange levensspanne heeft, dat hij al meerdere vrouwen heeft gehad die allen al zijn overleden en dat het zijn wens is dat Sato zijn volgende vrouw voor haar hele leven wordt.
Op de Enterprise gaat het behoorlijk mis als een anomalie ervoor zorgt dat een deel van de rompbeplating wegscheurt. Omdat de “Enterprise” niet verder kan, wordt er een shuttle met Trellium gecoat. Archer en Tucker gaan met deze shuttle op weg en landen op de oppervlakte van de bol. Nadat ze de bol gescand hebben zet de Enterprise weer koers naar de planeet waar ze Sato achter hebben gelaten.
Tarquin doet alle mogelijke moeite om Sato bij hem te houden als zijn partner. Hij gaat zelfs zover door zich voor te doen als Archer en vervolgens door te dreigen met de vernietiging van de “Enterprise”. Als Sato echter de oorzaak van zijn telepathie, een glazen bol, dreigt te vernietigen gaat hij overstag en laat hij haar gaan. Later geeft hij alsnog de coördinaten van een Xindikolonie prijs, waar een gedeelte van een superwapen gebouwd wordt, bedoeld om de gehele mensheid te vernietigen. 

## Achtergrondinformatie
- Dit is de eerste Star Trekaflevering die in High-definition television is uitgezonden.

## Acteurs

### Hoofdrollen
- Scott Bakula als kapitein Jonathan Archer
- John Billingsley als dokter Phlox
- Jolene Blalock als overste T'Pol
- Dominic Keating als luitenant Malcolm Reed
- Anthony Montgomery als vaandrig Travis Mayweather
- Linda Park als vaandrig Hoshi Sato
- Connor Trinneer als overste Charles "Trip" Tucker III

### Gastrollen
- Maury Sterling als Tarquin

### Bijrollen

#### Bijrol met vermelding in de aftiteling
- Philip Boyd als communicatie-officier

#### Bijrol zonder vermelding in de aftiteling
- Mark Correy als bemanningslid Alex

## Links en referenties
- Exile op Memory Alpha
- (en)   Exile in de Internet Movie Database